# Outer Skerries
Le Outer Skerries, spesso chiamate Out Skerries o semplicemente The Skerries (sebbene quest'ultima denominazione possa generare confusione con le Ve Skerries), sono un gruppo di isole facente parte delle Shetland, in Scozia. Esse si trovano circa quattro miglia a nord-est dell'isola di Whalsay e costituiscono la parte più orientale della Scozia, a soli 320 chilometri dalla Norvegia.

## Geografia
Le isole principali, tutte di piccole dimensioni, sono Housay, Bruray e Grunay. La popolazione ammonta a soli 76 abitanti. Le prime due isole sono abitate e sono collegate da un ponte sospeso.

## Infrastrutture
Le isole possiedono una scuola elementare e una scuola media, due negozi, uno stabilimento per la lavorazione del pesce, una pista d'atterraggio ed una chiesa. La scuola media è la più piccola del Regno Unito: dal 2015 essa contava un solo allievo.
La principale attività economica esercitata sulle isole è la pesca.